# Александър Чирков
Александър Асенов Чирков е български лекар и кардиохирург.

## Биография
Роден е в Лом на 27 януари 1938 г. в циганско семейство, като рожденото му име е Фарук. Завършва Висшия медицински институт в София през 1962 г. и започва работа в Белоградчик по разпределение.
Заминава през 1966 г. за Западен Берлин, при своя чичо, който също е лекар и там специализира при известния кардиохирург проф. Бюхлер. Следват специализации в САЩ. Завръща се в Западна Германия, където е лекар в Университетската болница, после се прехвърля в университета във Франкфурт на Майн и в университета във Фрайбург, където е професор от 1981 г.
През 1984 г. се завръща в България, поканен от акад. Атанас Малеев, ректор на Медицинската академия и заместник-министър на здравеопазването. Извършва първата сърдечна трансплантация в България и на Балканите през 1986 г. Дълги години е директор на болницата „Св. Екатерина“. Болницата е изградена от него със собствени средства, средства от негови приятели от Америка и Германия, както и от дарения направени благодарение на познанствата му с богати и влиятелни хора, които му помагат.
Проф. Чирков печели световна популярност и признателност за професионализма си в сферата на сърдечните болести, операции, трансплантации.
Умира на 24 ноември 2020 във Варна. Кремиран е във варненския крематориум. Урната с пепелта му е поставена в гроба на съпругата му в Германия. В последното си интервю пред „Истории от прехода“ дни преди да почине доктор Чирков изказва своето виждане за въвеждане на предмет по социалните взаимоотношения между лекари, сестри и санитари.